# リディア・バレンティン
リディア・バレンティン・ペレス（スペイン語: Lidia Valentín Pérez, 1985年2月10日 - ）は、スペイン・ポンフェラーダ出身の女子ウエイトリフティング選手。75kg級を主としている。2016年のリオデジャネイロオリンピックでは75kg級で銅メダルを獲得した。

## 経歴
2007年にタイのチエンマイで開催されたウエイトリフティング世界選手権では75kg級に出場し、合計240kgで6位となった。2008年に中国の北京で開催された北京オリンピックでは75kg級に出場し、115kgを挙げたスナッチで5位、135kgを上げたクリーン&ジャークで6位、合計250kgで5位となった。
2012年にイギリスのロンドンで開催されたロンドンオリンピックでは75kg級に出場し、120kgを挙げたスナッチで4位、145kgを上げたクリーン&ジャークで4位、合計265kgで4位となった。2013年にポーランドのワルシャワで開催された世界選手権では75kg級に出場し、122kgを挙げたスナッチで3位、138kgを上げたクリーン&ジャークで4位、合計260kgで4位となったが、その後ロシアのオルガ・ズボヴァが禁止薬物の使用によって失格となったため、バレンティンの順位が3位に繰り上がった。2016年、国際オリンピック委員会はロンドンオリンピックのドーピング検査で採取した265件のサンプルの再検査を行った。この結果、ロンドンオリンピックの女子75kg級でメダルを獲得した3選手の検体はいずれも禁止薬物の陽性反応を示した。
2014年にはスペイン政府教育・文化・スポーツ大臣からスポーツ功労勲章を授与された。2016年にブラジルのリオデジャネイロで開催されたリオデジャネイロオリンピックでは75kg級に出場し、116kgを挙げたスナッチで2位、141kgを上げたクリーン&ジャークで3位、合計257kgで銅メダルを獲得した。
ヨーロッパ・ウエイトリフティング選手権では、2014年大会で1個の金メダル、2008年大会・2012年大会・2013年大会でそれぞれ1個の銀メダル、2007年大会・2009年大会・2011年大会でそれぞれ1個の銅メダルを獲得している。スナッチでは2個の金メダルと4個の銀メダル、クリーン&ジャークでは1個の金メダルと1個の銀メダルと5個の銅メダルを獲得している。